# Antonín Petr Příchovský z Příchovic
Antonín Petr Příchovský z Příchovic (in tedesco: Anton Peter Przichowsky von Przichowitz; Svojšín, 28 agosto 1707 – Praga, 14 aprile 1793) è stato un arcivescovo cattolico ceco.

## Biografia
Proveniva da un'antica famiglia nobile della Boemia occidentale. Studiò teologia a Roma e Praga. Nel 1731 fu ordinato sacerdote e conseguì il dottorato in teologia presso l'Università Carolina di Praga. Il 19 novembre 1752 fu nominato arcivescovo coadiutore di Praga e arcivescovo titolare di Emesa. Tra il 1754 e il 1763 fu anche vescovo di Hradec Králové. Il 26 ottobre 1763, alla morte dell'arcivescovo Johann Moritz Gustav von Manderscheid-Blankenheim, divenne arcivescovo di Praga. 
Durante il suo episcopato si occupò della costruzione del nuovo palazzo arcivescovile di Hradčany, che si è conservato fino ad oggi nella sua forma originaria. Fu sepolto nella cattedrale di San Vito.

## Genealogia episcopale e successione apostolica
La genealogia episcopale è:
- Cardinale Sigismund von Kollonitz
- Arcivescovo Johann Moritz Gustav von Manderscheid-Blankenheim
- Arcivescovo Antonín Petr Příchovský z Příchovic

La successione apostolica è:
- Vescovo Johann Andreas Kaiser (1760)
- Vescovo Pavel Josef Seddeler (1775)
- Vescovo Franz Xaver Twrdy (1777)
- Vescovo Johann Mathäus Schweiberer (1779)
- Vescovo Erasmus Dionys Krieger (1781)
- Vescovo Johann Prokop von Schaffgotsch (1785)